# François-Placide de Fouilleuse de Flavacourt
François-Placide de Fouilleuse de Flavacourt, dit le « chevalier de Flavacourt », né au château Sérifontaine le 15 novembre 1682 et mort à Brest le 8 mars 1750, est un officier de marine français des XVIIe et XVIIIe siècles. Il termine sa carrière avec le grade de chef d'escadre des armées navales.

## Biographie
François-Placide de Fouilleuse descend de la Maison Fouilleuse de Flavacourt, une ancienne famille du Beauvaisis. Il est le troisième fils de Charles IV de Fouilleuse, marquis de Flavacourt, seigneur de Sérifontaine, bailli et gouverneur de la ville et du château de Gisors, et lieutenant de roi en Normandie, au département du Vexin. Sa mère est Marie Le Breton. Ses parents se marient en février 1669. De cette union naissent trois fils et sept filles.
Il entre dans la Marine royale. Il est reçu garde de la Marine en mai 1710, puis enseigne de vaisseau en mars 1716.
Fait chevalier de Saint-Lazare le 13 février 1723, il poursuit sa progression dans la hiérarchie de la Royale est fait lieutenant de vaisseau lors de la promotion du 1er octobre 1731. À l'été 1733, le comte de La Luzerne est chargé, à la tête de neuf vaisseaux de ligne et de cinq frégates, de soutenir la candidature de Stanislas Leszczynski au trône de Pologne. Sa flotte part de Brest le  31 août 1733 et mouille le 15 septembre au large d'Elseneur au Danemark. Fouilleuse commande, au sein de cette flotte La Gloire, de 46 canons.
Il est fait chevalier de Saint-Louis en 1738. Il commande le vaisseau Le Triton, de 60 canons, sous les ordres du marquis d'Antin en septembre 1740, puis à nouveau dans la flotte qui quitte Brest le 23 novembre 1740 à destination de Saint-Domingue, sous les ordres du chef d'escadre de Roquefeuil.
Dans la flotte qui quitte Brest le 6 février 1744 pour la campagne d'invasion de l'Angleterre, il commande L'Elizabeth, vaisseau de troisième rang de 64 canons. Il reçoit une commission de chef d'escadre des armées navales en janvier 1745.
Il meurt le 8 mars 1750 à Brest.

### Sources et bibliographie
- Mémoire de la Société Académique d'Archéologie, Sciences et Arts du Département de l'Oise, t. X, Beauvais, D. Pere, 1877 (lire en ligne), p. 815